# 한국주강
한국주강(Hankook Steel Co., Ltd)은 대한민국의 주강 기업이다. 본사는 경상남도 함안군 법수면 장백로 585에 위치해 있으며 대표이사는 하만규이다. 2023년 매출액이 538억원, 영업이익 24억원, 당기순이익은 23억원을 기록하였다.

## 상장
1997년 7월 18일에 코스피에 상장하였다.

## 같이 보기
- 주강

## 참고문헌
1. ↑  한국주강, 작년 영업익 24억원...흑자전환, 대한경제, 2024년 2월 1일